# Lima (roślina)

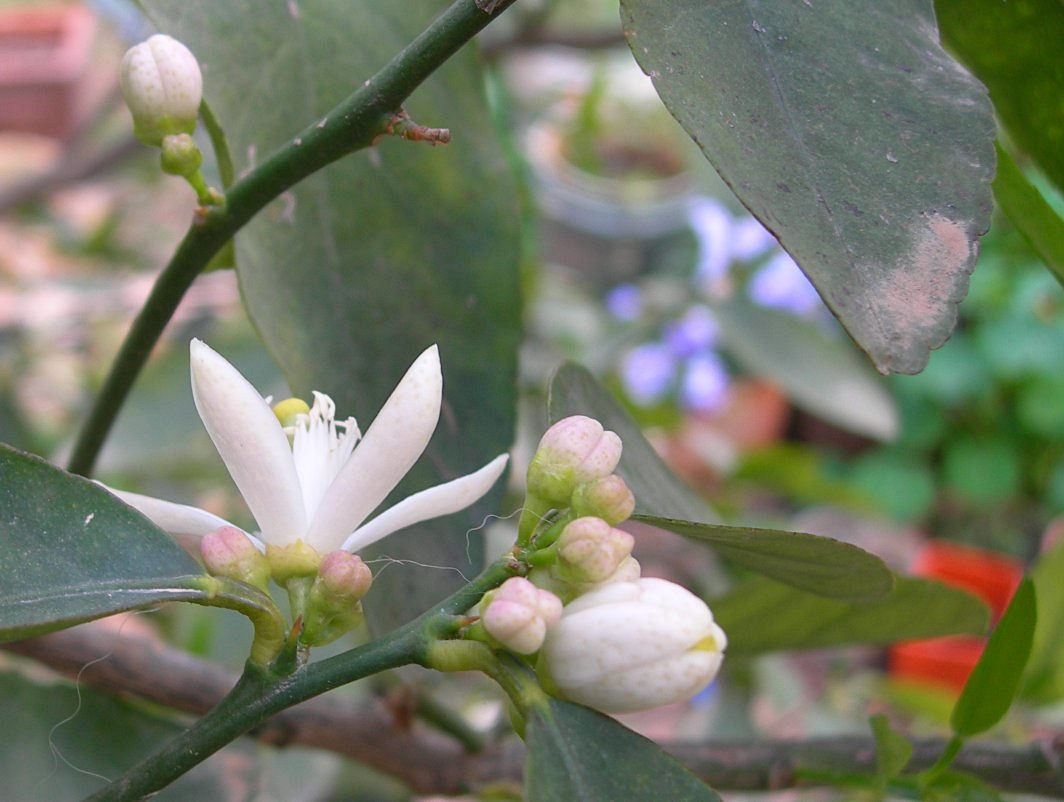
Kwiat limy.

Lima, limona, limonka, limetka, limeta kwaśna (Citrus aurantifolia) – gatunek rośliny należącej do rodziny rutowatych. Przypuszczalnie pochodzi z Azji Południowo-Wschodniej, powszechnie uprawiana w regionach tropikalnych i subtropikalnych. Najwięksi producenci: Indie, Meksyk, Argentyna, Brazylia.

## Morfologia

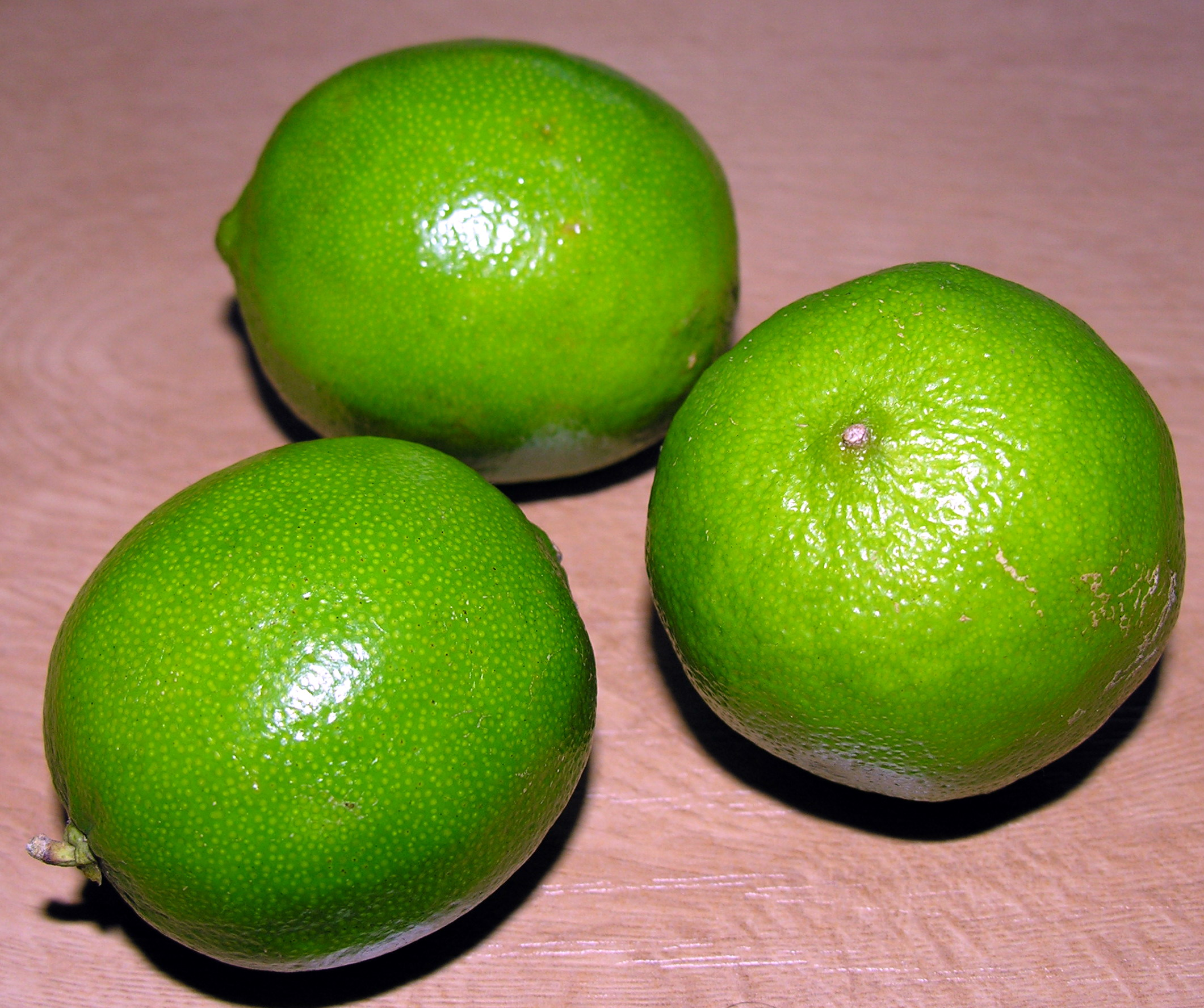
Owoce

PokrójNiewielkie i rozgałęzione drzewo lub krzew o wysokości do 5 m. Gałęzie ma pokryte krótkimi i ostrymi kolcami.
LiścieDługości do 9 cm, owalnoeliptyczne, o ząbkowanych brzegach, wyrastające na łopatkowato oskrzydlonych ogonkach. Po roztarciu wydzielają przyjemny zapach.
KwiatyWyrastają po 1–7, są pachnące, mają 5-działkowy kielich i 5-płatkową koronę o średnicy do 2,5 cm, 1 słupek i liczne pręciki. Płatki korony są żółte, o czerwono nabiegłych brzegach. Kwitnie i wytwarza owoce przez cały rok.
OwoceOkrągłe lub jajowate, jagodowe, o średnicy 3–5 cm. Skórka żółtawozielona lub żółta, woskowana, gorzka. Miąższ bardzo kwaśny i pachnący.

## Zastosowanie
- Drzewo owocowe: uprawiana jest głównie na Antylach, na wyspach Bahama, w Egipcie, także na Florydzie. Również w Europie jest uprawiana, znajduje się w rejestrze roślin uprawnych Unii Europejskiej.
- Kulinaria. Owoc zawiera 0,8% cukrów, witaminę C (46 mg/100 g), 6–7% kwasu cytrynowego, wapń, potas i fosfor. Owoce limety kwaśnej mają w sobie mniej witaminy C niż cytryny i są mniej popularne w Europie z powodu mniejszej trwałości. Skórka jest cieńsza i delikatniejsza (lima preferuje klimat wilgotny i ciepły), dlatego łatwiej ulega infekcjom grzybiczym. Owoce limy wykorzystuje się do sporządzania soków i napojów orzeźwiających.
- Z owoców wytwarza się również olejki eteryczne i kwas cytrynowy.